# Emil Ehrich
Emil Ehrich (* 10. Dezember 1908 in Scheppau, Landkreis Helmstedt; † 16. Juli 1982 in Königslutter am Elm) war in der Zeit des Nationalsozialismus ein Legationsrat I. Klasse im Auswärtigen Amt. In den 1950er Jahren gelang Ehrich unter dem niedersächsischen Ministerpräsidenten Heinrich Hellwege eine Karriere als höherer Beamter, die ihn schließlich 1972 zum Ministerialrat und Referatsleiter im Kultusministerium aufsteigen ließ.

## Leben
Ehrichs Vater Emil war Landwirt und Gastwirt. Nach der Oberschule in Braunschweig studierte er als Stipendiat der Studienstiftung des deutschen Volkes und des Deutschen Akademischen Austauschdienstes Anglistik, Geschichte, Pädagogik und Philosophie in Göttingen, Bonn und London und wurde an der Georg-August-Universität Göttingen im Jahr 1932 mit Cum laude zum Dr. phil promoviert. Er war Mitglied des Kösener Corps Teutonia (jetzt: Teutonia-Hercynia) Göttingen. Bereits zum 1. November 1930 war er der NSDAP beigetreten (Mitgliedsnummer 350.975). Von Mai bis Juli 1933 war er Mitglied der SA.

### Zeit des Nationalsozialismus
In der Zeit des Nationalsozialismus war Ehrich Leiter der Kulturabteilung der Auslandsorganisation der NSDAP (Eintritt am 25. Juli 1933). Zunächst als Adjutant, später als persönlicher Referent von AO-Chef Ernst Wilhelm Bohle trug er maßgeblich zum Aufbau dieser Organisation bei. Außerdem war er Gauobmann des NS-Lehrerbundes für den Gau „Ausland“ der NSDAP, Mitherausgeber des Organs Die Deutsche Schule. Entwurf eines nationalsozialistischen Schulprogramms und Landesgruppenleiter der NSDAP/AO in Frankreich und Italien mit Sitz in Paris bzw. Rom.
Seit 1937 war Ehrich Beamter im Auswärtigen Amt (AA), zunächst bei seinem Dienstantritt im April 1937 als Legationssekretär und persönlicher Referent des Chefs der Auslandsorganisation der NSDAP im AA. 1939 war er in der Gesandtschaft Helsinki mit einem Sonderauftrag für die Evakuierung von Finnlanddeutschen befasst, danach ab November 1939 bei der Botschaft in Rom tätig. Im Juni 1941 erhielt er die Beförderung zum Legationsrat I. Klasse. Ab November 1943 arbeitete er für den Bevollmächtigten des Großdeutschen Reiches bei der italienischen faschistischen Nationalregierung in Fasano. Zwischenzeitlich war er bei der Wehrmacht und der Waffen-SS eingesetzt, zuletzt im Rang eines Obersturmführers (Oberleutnant) der Waffen-SS, zu dem er im November 1943 befördert wurde (SS-Nummer 463.731). Im Mai 1944 wurde er zur Parteikanzlei der NSDAP in München versetzt, ehe er ab September 1944 nochmals Kriegsdienst absolvierte.

### Nachkriegszeit
Ehrich wurde am 3. Oktober 1945 in der britischen Zone verhaftet und bis März 1948 als Internierter in den Lagern Westertimke bzw. Sandbostel (Regierungsbezirk Stade) untergebracht. Von dort betrieb er seine Entnazifizierung, die sich bis zum Juni 1949 hinzog. Das Entnazifizierungsverfahren gegen Ehrich endete im Juni 1949 mit seiner Entlastung (Kategorie V), wobei ihm auch sogenannte Persilscheine halfen, wie etwa ein Schreiben des Bischofs Alois Hudal, der sich, so der Historiker Hans-Jürgen Döscher, schon seit Kriegsende in etlichen Fällen als „Fluchthelfer für zahlreiche Nationalsozialisten, insbesondere SS-Führer“ betätigt hatte. In seinem Schreiben vom 25. November 1946 attestierte Hudal ihm, „dass Herr Legationsrat Dr. Emil Ehrich während seiner Tätigkeit in Rom“ als Landesgruppenleiter der nationalsozialistischen Auslandsorganisation „in keiner Weise die Gewaltherrschaft“ des NS-Regimes unterstützt, sondern im Gegenteil, „politisch oder rassisch Verfolgten geholfen“ habe.
Beruflich war Ehrich nach seiner Entlassung aus der Internierung ab März 1948 zunächst als Mitarbeiter des Georg-Westermann-Schulbuchverlags tätig. Nach Gründung der Bundesrepublik Deutschland wurde Ehrich ab 1949 Referent im Bundesministerium für Angelegenheiten des Bundesrates, wo er das Vertrauen des Bundesministers Heinrich Hellwege genoss. Nach Aufdeckung seiner NS-Vergangenheit musste Ehrich allerdings aus diesem Amt ausscheiden. Nachdem der SPD-Abgeordnete Gerhard Lütkens in einer Haushaltsdebatte des Bundestages am 30. März 1950 die Eignung Hans Globkes und Emil Ehrichs für herausragende Funktionen als Ministerialbeamte aufgrund deren NS-belasteter Vergangenheit bezweifelt hatte, reagierte Bundeskanzler Konrad Adenauer, in dem er Globke verteidigte, aber Ehrichs Tätigkeit als Gesandter der NSDAP im Ausland, als „nicht besonders dafür geeignet“ erklärte, nun „in einem Bundesministerium tätig zu sein“.
Im Jahr 1951 fungierte er bei der Wahl zum Zweiten Niedersächsischen Landtag (6. Mai 1951) als Wahlleiter der „Niederdeutschen Union“, einem Wahlbündnis aus CDU und DP. 1954 wurde er Generalsekretär der Deutschen Partei.
Mit der Wahl Hellweges zum Ministerpräsidenten des Landes Niedersachsen im Jahre 1955 begann Ehrichs eigentliche Nachkriegskarriere als höherer Beamter. Am 1. März 1956 wurde Ehrich von Ministerpräsident Hellweg zum Oberregierungsrat ernannt und der Vertretung des Landes Niedersachsen in Bonn zugeteilt. Dort war er für sozialpolitische und kulturpolitische Angelegenheiten zuständig. Nach seiner Beförderung 1963 zum Regierungsdirektor wurde er an das Kultusministerium in Hannover versetzt und war dort bis 1973 tätig. Zunächst fungierte er als Referent für Entwicklungshilfe und Angelegenheiten der internationalen Organisationen, ab 1968 als Referatsleiter. Den Höhepunkt seiner Laufbahn erreichte Ehrich 1972, als er im Rang eines Ministerialrats mit der Leitung des Referats „Kabinettsangelegenheiten“ betraut wurde. Ehrichs letzter Dienstherr war von 1970 bis 1973 Kultusminister Peter von Oertzen (SPD). Er war zu dieser Zeit zur FDP gewechselt.
Nach Ehrichs Tod am 16. Juli 1982 hieß es in einem Nachruf des Kultusministeriums: „Der Verstorbene war 35 Jahre im öffentlichen Dienst tätig. Von 1963 bis zu seiner Pensionierung im Jahre 1973 hat er dem Niedersächsischen Kultusministerium angehört und mit viel Geschick und Engagement das Referat Kabinettsangelegenheiten geleitet.“

## Schriften
- Southey und Landor, Eine Studie über ihre literarischen, geistigen und menschlichen Beziehungen. Dissertation von 1932, Göttingen 1934.
- Die Auslands-Organisation der NSDAP. (= Schriften der deutschen Hochschule für Politik: Organisatorischer Aufbau des Dritten Reiches, Heft 13). Junker u. Dünnhaupt, Berlin 1937. Wurde nach Ende des Zweiten Weltkrieges in der Sowjetischen Besatzungszone auf die Liste der auszusondernden Literatur gesetzt.[16]
- Deutsche Partei – konservatives Gewissen. In: Das Parlament vom 8. Februar 1956.
- Niedersachsen 1955–1959. 4 Jahre Planung und Aufbau; ein Regierungsprogramm, das verwirklicht wurde. Pressestelle der Landesregierung (Hrsg.), Hannover 1959.
- Bundesland Niedersachsen. Wesen und Wirklichkeit der bundesstaatlichen Ordnung. Vertretung des Landes Niedersachsen beim Bund (Hrsg.), Buchdruck-Werkstätten, 1959.
- Heinrich Hellwege. Ein konservativer Demokrat. Niedersächsische Landeszentrale für Politische Bildung (Hrsg.), Hannover 1977.